# August Fryderyk Moszyński

Wappen der Familie Moszyński

August Fryderyk Moszyński (* 25. Januar 1731 in Dresden; † 11. Juni 1786 in Padua) war ein polnischer Graf, Architekt und Freimaurer.

## Familie
August Fryderyk Moszyński war der Sohn von Jan Kanty Moszyński und Friederike Alexandrine von Cosel, der Tochter König Augusts des Starken. Im Jahre 1737 verlor er seinen Vater und lebte seitdem unter der Obhut des Reichsgrafen Heinrich von Brühl. Er heiratete 1755 Theophila Potocka, die Tochter von Stanisław Potocki (1698–1760), der damals Gouverneur von Kiew war. Zur Hochzeit verlieh König August III. von Polen ihm den Orden vom Weißen Adler. Die Ehe wurde 1764 geschieden. Aus der Ehe ging ein Sohn hervor, Jan Nepomucen Moszyński.

## Leben
Moszyński wurde in einer Kadettenanstalt in Dresden ausgebildet. Danach studierte er Architektur bei Gaetano Chiaveri und bereiste Frankreich, England und Italien. Nach der Rückkehr von seiner Grand Tour wurde er 1750 zum Burg-Starost (grodowy, zuweilen auch mit „Kastellan“ übersetzt) von Inowłódz ernannt. Er war Mitglied des Sejm ekstraordynaryjny (außerordentliches Parlament) in Livland. Nach dem Tod von Ignatius Humiecki erhielt er am 6. Juni 1752 dessen Titel eines Königlichen Truchsess (poln.: stolnik wielki koronny; lat.: dapifer Regni).
Moszyński hatte drei Leidenschaften: Frauen, Alchemie und seine große Büchersammlung. Dafür musste er sein gesamtes Eigentum veräußern, auch seine Ämter: Sein Amt als Burg-Starosten von Inowłódz verkaufte er an seinen Verwandten Leon Moszyński, das Amt des Burg-Starosten von Dymer (Ukraine), das er nach dem Tod des Kastellans von Kiew, Kazimierz Stecki, erworben hatte, verkaufte er an Eustachy Potocki und einige Dörfer bei Lemberg verkaufte er an Stanisław Lubomirski.
Der neu gewählte König Stanislaus August verlieh ihm 1765 den Orden des heiligen Stanislaus und betraute ihn mit der Aufsicht über die königlichen Theater, Paläste und Sammlungen. Moszyński machte sich die Gunst des Königs zunutze und gründete ein Konsortium mit einem Eigenkapital in Höhe von 400.000 Talern, an dem außer ihm selbst der Kaufmann Peter Tepper, der Berliner Bankier Georg Wilhelm Schweiger und Baron Gartenberg beteiligt waren. Sie unterzeichneten am 27. Juli und 1. August 1765 einen Vertrag mit dem König, der das Konsortium bevollmächtigte, Münzen mit dem Abbild des neuen Königs zu prägen. Gartenberg ließ als Leiter der Münze in Krakau dort Kupfermünzen prägen. Die Gold- und Silbermünzen ließ Moszyński in Warschau prägen. Bei dieser Gelegenheit konnte er seiner Leidenschaft für die „Goldmacherei“ nachgehen; er versuchte, Gold synthetisch herzustellen. Gartenberg übernahm jedoch schon bald die Leitung der Münze auch in Warschau. Das war das Ende für Moszyńskis alchemistisches Laboratorium.
In Anerkennung seiner Verdienste verlieh der König Moszyński mehrere Güter bei Bracław, darunter Muszorów, Romanówka und Papuszyńce. 1769 wurde Moszyński Großmeister einer Freimaurerloge.